# Trolejbusy w Aszchabadzie
Trolejbusy w Aszchabadzie − zlikwidowany system komunikacji trolejbusowej w stolicy Turkmenistanu Aszchabadzie, działający w latach 1964−2012.

## Historia
Trolejbusy w stolicy Turkmenistanu uruchomiono 19 października 1964 na dwóch trasach. W kolejnych latach otwarto kilka nowych linii:
- 1968: linia nr 3
- 1969: linia nr 4
- 1970: linia nr 5
- 1971: linie nr 6 i 7

Najnowszą otwartą linią jest linia nr 8 otwarta w 2000. Wówczas sieć trolejbusowa zaczęła się zmniejszać z powodu licznych remontów. Do 2011 pozostała tylko jedna linia trolejbusowa. 1 stycznia 2012 zlikwidowano ostatnią linię: 
- 1': Депо − Awtokombinat

## Tabor
Pierwszymi trolejbusami w Aszchabadzie były trolejbusy ZiU-5. Obecnie w Aszchabadzie jest 47 trolejbusów Škoda 14TrM wyprodukowanych w 2000.